# Massimo Donà

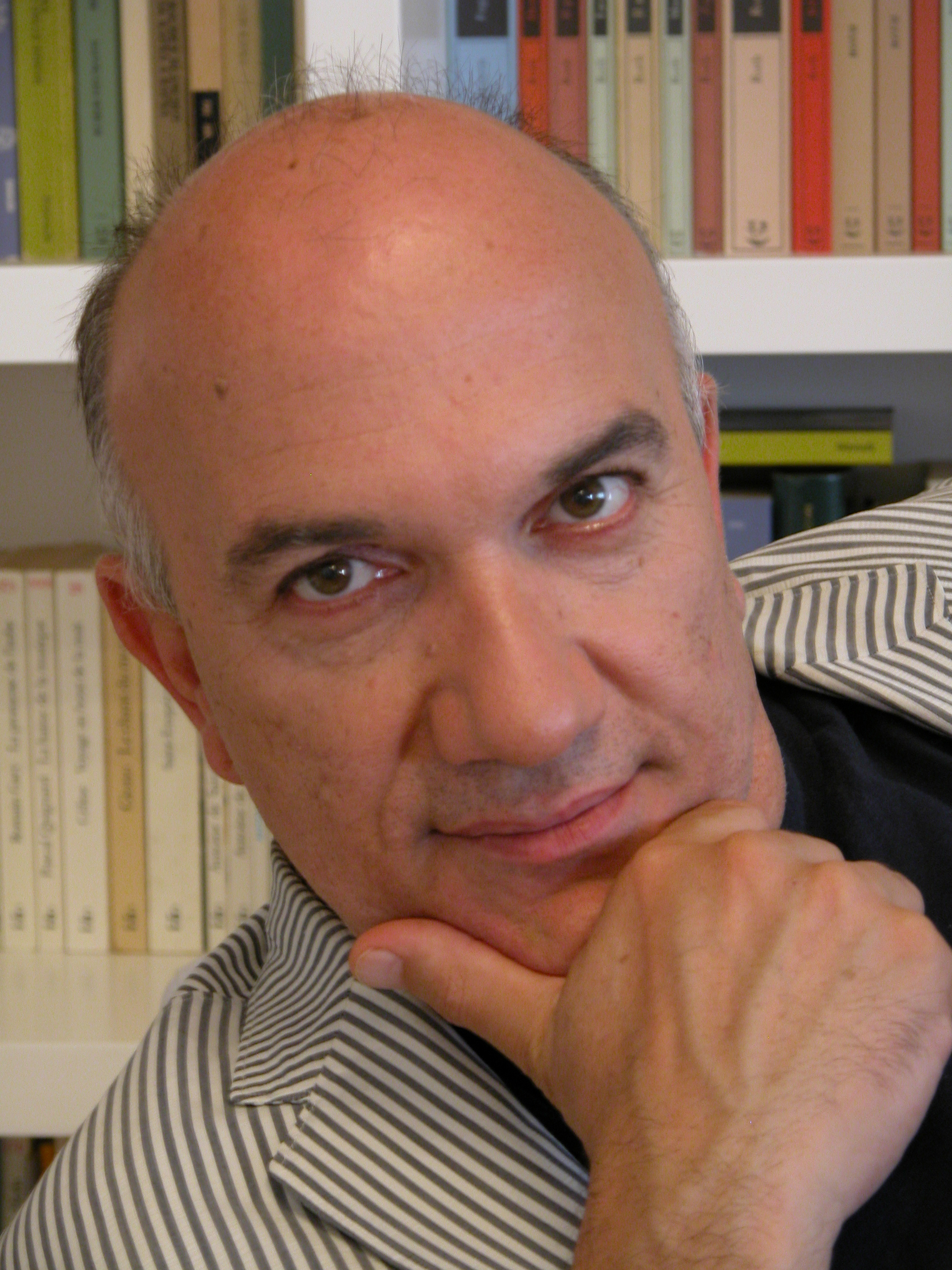
Massimo Donà

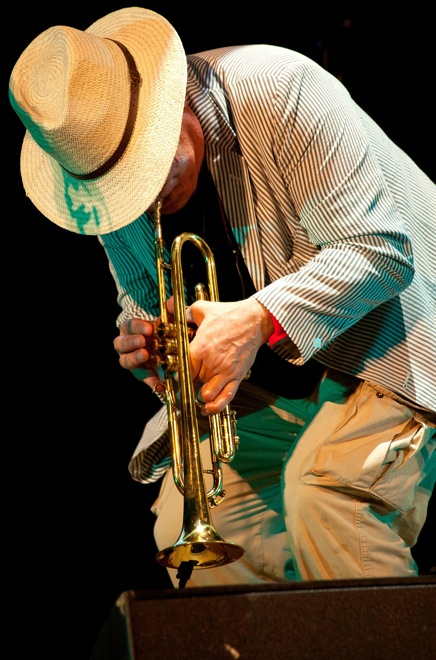
Massimo Donà in concerto

Massimo Donà (Venezia, 29 ottobre 1957) è un filosofo e musicista italiano.

## Biografia e attività filosofica
Dopo essersi laureato nel 1981 con Emanuele Severino, presso la Facoltà di Lettere e Filosofia dell'Università di Venezia, inizia a pubblicare diversi saggi per riviste e volumi collettanei, partecipando, lungo il corso degli anni ottanta, a diversi convegni e seminari in varie città italiane. A partire dalla fine degli anni ottanta collabora con Massimo Cacciari presso la cattedra di Estetica dello IUAV (Venezia) e coordina per alcuni anni i seminari dell'Istituto Italiano per gli Studi Filosofici di Venezia. Sempre a partire dalla fine degli anni ottanta, inizia la sua collaborazione con la rivista di architettura Anfione-Zeto, della quale dirige ancora oggi la rubrica Theorein. In quegli stessi anni, fonda, con Massimo Cacciari e Romano Gasparotti, la rivista Paradosso. Negli anni novanta, invece, ha insegnato Estetica presso l'Accademia di belle arti di Venezia. Attualmente insegna Metafisica e Ontologia delle arti contemporanee presso la Facoltà di Filosofia dell'Università Vita-Salute San Raffaele di Milano. È inoltre curatore, con Raffaella Toffolo, Romano Gasparotti e Massimo Cacciari, dell'opera postuma del filosofo Andrea Emo. Dirige per la casa editrice AlboVersorio le collane "Libri da ascoltare" e "Anime in dettaglio" ed è membro del comitato scientifico del festival La Festa della Filosofia. Ha scritto diversi saggi e articoli per riviste, settimanali e quotidiani di vario genere. Ha collaborato con il settimanale "L'Espresso".

## Attività musicale
In qualità di musicista, dopo aver esordito, ancor giovane, con Giorgio Gaslini e con Enrico Rava, forma un suo gruppo: i Jazz Forms (di cui è leader insieme a Maurizio Caldura). In seguito sviluppa il suo linguaggio trasformando l'idioma ancora bop dei primi anni in una scrittura più articolata in cui entrano in gioco elementi tratti dalla musica rock e da molte esperienze etniche maturate nel frattempo con diversi gruppi musicali. Si esibisce in diverse città italiane con un sestetto, in cui ad accompagnarlo sono una chitarra, una batteria, un basso, delle percussioni e una tastiera. Nasce così il Massimo Donà Sextet. Suona con musicisti che sarebbero diventati protagonisti della scena musicale italiana. Suona in jam session anche con alcuni padri storici del jazz, come Dizzy Gillespie, Marion Brown, Dexter Gordon e Kenny Drew. Dal 2001 riprende a suonare professionalmente e forma un nuovo gruppo: il Massimo Donà Quintet, con il quale si esibisce in Italia e all'estero. Il quintetto diventa quindi un quartetto; che è la formazione con cui Donà suona da almeno tre anni. A tutt'oggi il nostro ha all'attivo sette CD incisi con suoi gruppi. La sua etichetta di riferimento è sempre la "Caligola Records", il cui responsabile artistico è Claudio Donà, fratello di Massimo e importante critico musicale jazz.

## Pubblicazioni

### In italiano
- 1983 - Il 'bello'... o di un accadimento. Il destino dell'opera d'arte, Helvetia, Venezia 1983
- 1987 - Le forme del fare, con Massimo Cacciari e Romano Gasparotti, Liguori, Napoli 1987;
- 1992 - Sull'assoluto (Per una reinterpretazione dell'idealismo Hegeliano), Einaudi, Torino 1992;
- 2000 - Aporia del fondamento, La Città del Sole, Napoli 2000;
- 2000 - Fenomenologia del negativo, Edizioni Scientifiche Italiane, Napoli 2000;
- 2000 - Arte, tragedia, tecnica, con Massimo Cacciari, Raffaello Cortina Editore, Milano 2000;
- 2001 - L' Uno, i molti : Rosmini-Hegel un dialogo filosofico, Città Nuova, Roma 2001;
- 2003 - Aporie platoniche. Saggio sul ‘Parmenide’, Città Nuova, Roma 2003;
- 2003 - Filosofia del vino, Bompiani, Milano 2003;
- 2004 - Magia e filosofia, Bompiani, Milano 2004;
- 2004 - Joseph Beuys. La vera mimesi, Silvana Editoriale, Cinisello Balsamo (Milano) 2004;
- 2004 - Sulla negazione, Bompiani, Milano 2004;
- 2005 - Serenità. Una passione che libera, Bompiani, Milano 2005;
- 2006 - La libertà oltre il male. Discussione con Piero Coda ed Emanuele Severino, Città Nuova, Roma 2006;
- 2006 - Il volto di Dio, la carne dell'uomo, con Piero Coda, AlboVerosio, Milano 2006;
- 2006 - Dell'arte in una certa direzione : appunti su Guido Sartorelli, Supernova, Venezia 2006;
- 2006 - Filosofia della musica, Bompiani 2006;
- 2006 - Il mistero dell'esistere. Arte, verità e insignificanza nella riflessione teorica di René Magritte. Mimesis, Milano 2006;
- 2007 - L'essere di Dio. Trascendenza e temporalità, AlboVersorio, Milano 2007;
- 2007 - Dio-Trinità. Tra filosofi e teologi, con Piero Coda, Bompiani, Milano 2007;
- 2007 - Arte e filosofia, Bompiani, Milano 2007;
- 2008 - L'anima del vino. Ahmbè (cofanetto - libro + cd), Bompiani, Milano 2008;
- 2008 - Non uccidere, con Enrico Ghezzi, AlboVersorio, Milano 2008 (con un CD audio);
- 2008 - L'aporia del fondamento, Mimesis, Milano 2008;
- 2009 - I ritmi della creazione. Big Bum (cofanetto - libro + cd), Bompiani, Milano 2009;
- 2009 - La "Resurrezione" di Piero della Francesca, Mimesis, Milano 2009;
- 2010 - Il tempo della verità, Mimesis, Milano 2010;
- 2010 - Non avrai altro Dio al di fuori di me, con Khaled Fouad Allam, AlboVersorio, Milano 2010 (con un CD audio);
- 2010 -  L'inconciliabile. Restauro Casa D'Arte Futurista Depero, con Renato Rizzi e Raffaella Toffolo, Mimesis, Milano-Udine 2010
- 2010 - PANTA decalogo (a cura di Massimo Donà e Raffaella Toffolo), Bompiani, Milano 2010
- 2010 - Filosofia. Un'avventura senza fine, Bompiani, Milano 2010
- 2010 - Comandamenti. Santificare la festa, con Stefano Levi Della Torre, il Mulino, Bologna 2010
- 2011 - Abitare la soglia. Cinema e filosofia, Mimesis, Milano-Udine 2011
- 2011 - Eros e tragedia, AlboVersorio, Milano 2011;
- 2011 - Il vino e il mondo intorno. Dialoghi all'ombra della vite (con Luca Maroni), Aliberti Editore, Reggio Emilia 2011
- 2011 - Figure d'Occidente. Platone, Nietzsche e Heidegger (con Salvatore Natoli e Carlo Sini, introduzione di Ersamo Silvio Storace), AlboVersorio, Milano 2011;
- 2011 - Le verità della natura, AlboVersorio, Milano 2011;
- 2012 - Filosofia dell'errore. Le forme dell'inciampo, Bompiani, Milano 2012
- 2012 - Parmenide. Dell'essere e del nulla (a cura di Massimo Donà), AlboVersorio, Milano 2012
- 2013 - Eroticamente. Per una filosofia della sessualità, il prato, Saonara (Padova) 2013
- 2013 - Misterio grande. Filosofia di Giacomo Leopardi, Bompiani, Milano 2013
- 2013 - Pensare la Trinità. Filosofia europea e orizzonte trinitario (con Piero Coda), Città Nuova, Roma 2013
- 2013 - Erranze (a cura di Alfredo Gatto), AlboVersorio, Milano 2013
- 2014 - L'angelo musicante. Caravaggio e la musica, Mimesis Edizioni, Milano-Udine 2014
- 2014 - Parole sonanti. Filosofia e forme dell'immaginazione, Moretti & Vitali, Bergamo 2014
- 2014 - J. Wolfgang Goethe, Urpflanze. La pianta originaria (a cura di Massimo Donà), Albo Versorio, Milano 2014
- 2014 - La terra e il sacro. Il tempo della verità (libro + DVD), a cura di Luca Taddio, Mimesis, Milano 2014
- 2015 - Teomorfica. Sistema di estetica, Bompiani, Milano 2015
- 2015 - Sovranità del bene. Dalla fiducia alla fede, tra misura e dismisura, Orthotes, Salerno 2015
- 2015 - Senso e origine della domanda filosofica, Mimesis, Milano-Udine 2015
- 2015 - La filosofia di Miles Davis. Inno all'irrisolutezza, Mimesis, Milano-Udine 2015
- 2016 - Dire l'anima. Sulla natura della conoscenza, Rosenberg & Sellier, Torino 2016
- 2016 - Tutto per nulla. La filosofia di William Shakespeare, Bompiani, Milano 2016
- 2016 - Pensieri bacchici. Vino tra filosofia, letteratura, arte e politica, Edizioni Saletta dell'Uva, Caserta 2016
- 2017 - In Principio. Philosophia sive Theologia. Meditazioni teologiche e trinitarie, Mimesis, Milano-Udine 2017
- 2018 - Di un'ingannevole bellezza. Le "cose" dell'arte, Bompiani-Giunti, Milano 2018
- 2018 - La filosofia dei Beatles, Mimesis, Milano-Udine 2018
- 2018 - Un pensiero sublime. Saggi su Giovanni Gentile, Inschibboleth, Roma 2018
- 2019 - Dell'acqua, La nave di Teseo, Milano 2019
- 2019 - Essere e divenire. Riflessioni sull'incontraddittorietà a partire da Fichte, con Gaetano Rametta, Mimesis, Milano-Udine 2019
- 2020 - Di qua, di là. Ariosto e la filosofia dell'Orlando Furioso, La nave di Teseo, Milano 2020
- 2020 - Miracolo naturale. Leonardo e la Vergine delle rocce, Mimesis, Milano-Udine 2020
- 2020 - Apologia dell'immediato. Percorsi evoliani, Inschibboleth, Roma 2020
- 2020 - L'irripetibile. Il paradosso di Dada, Castelvecchi, Roma 2020
- 2020 - “PANTAGRUEL”, numero 1, La filosofia del cibo e del vino (a cura di Elisabetta Sgarbi e Massimo Donà), La nave di Teseo, Milano 2020
- 2021 - Cinematocrazia, Mimesis, Milano-Udine 2021
- 2021 - Sull'assoluto e altri saggi hegeliani, Mimesis, Milano-Udine 2021
- 2021 - Beuys e Burri: 1980-2020. Un tempo e il suo orizzonte di senso (con Massimiliano Marianelli), pièdimosca edizioni, Perugia 2021
- 2021 - Figure dell'astrazione. Kandinskij, Malevič e Soulages (con Andrea Bellantone), Castelvecchi , Roma 2021
- 2021 - Sapere il sapore. Filosofia del cibo e del vino, Edizioni Ets, Pisa 2021
- 2022 - Una sola visione. La filosofia di Johann Wolfgang Goethe, Bompiani Editore, Milano 2022
- 2022 - Filosofia della carta. Natura, metamorfosi e ibridazioni, Baldini+Castoldi, Milano 2022
- 2023 - Di fantasmi, incantesimi e destino. Emanuele Severino, ultimo calligrafo della verità, Inschibboleth, Roma 2023
- 2023 - La filosofia dei Rolling Stones, Mimesis, Milano-Udine 2023
- 2024 - Ciò che non resta, di Dio. Con Jean-Luc Marion, in prossimità di un «impensabile» altrove, Inschibboleth, Roma 2024
- 2024 - Appercezione e noesi, con Carmelo Meazza, Inschibboleth, Roma 2024
- 2024 - È un enigma, questo. La filosofia di Moby Dick, Edizioni ETS, Pisa 2024
- 2024 - Tre donne, tre misteri. Tiziano Vecellio e le aporie della perfezione, Mimesis, Milano 2024
- 2025 - La filosofia di Lucio Battisti, Mimesis, Milano 2025
- 2025 - Filosofia della fotografia. I prodigi di un insospettabile "obiettivo", Silvana Editoriale, Cinisello Balsamo (MI) 2025
- 2025 - Una certa idea dell'idea, Inschibboleth, Roma 2025

### In altre lingue
- Epifanías admirables. Apogeo y consumación de la Antigüedad, Akal, Madrid, Spagna 1996;
- IMMUNITY AND NEGATION. On possibile developments of the theses outlined in ROBERTO ESPOSITO'S IMMUNITAS,  in “Diacritics. A review of contemporary criticism. Bios, Immunity, Life. The thought of Roberto Esposito”, volume 36, number 2, The Johns Hopkins University Press (New York, Summer 2006
- Filozofija muzike, Geopetika, Beograd, Serbia 2008;
- Filosofía de la música, Global Rhythm Press, Barcelona, Spagna 2008
- Arte, tragedia, tecnica, (con Massimo Cacciari), Prometeo Libros, Buenos Aires, Argentina 2009
- Filosofia del vino, Sigma Books, through Enterskorea, Seoul, Corea 2010
- L'anima del vino, Sigma Books, through Enterskorea, Seoul, Corea 2010
- Filozofia vinului, Editura ART, Bucuresti, Romania 2010
- The Original Betrayal: Nihilism and Nullification of the Negative, in “Annali d'Italianistica” – Italian Critical Theory, vol. 29 – Edited by Alessandro Carrera, The University of North Carolina at Chapel Hill, Chapell Hill, NC 27599-3170, 2011
- The Singing of the Sirens, in "Between Urban Topographies and Political Spaces", Threshold Experiences (edited by Alexis Nuselovici, Mauro Ponzi, and Fabio Vighi), Lexington Books, Lanham, Boulder, New York, Toronto, Plymouth, UK, 2014
- Der Gesang der Sirenen, in “Schwellen. Ansätze für eine neue Theorie des Raums” (Herausgegeben von Sieglinde Borvitz und Mauro Ponzi), d/u/p, Düsseldorf 2014
- Habiter le seuil. Cinéma et philosophie, Editions Mimesis, Paris 2016
- Aporia and negation. Existence and “relationship”: that is, the ways of origin, in “Existence and the One” (Bosko Pesic – Pavao Zitko, Editors), Teseo, Buenos Aires, Argentina 2019
- Phénoménologies de l'abstraction. Kandinsky, Malévitch, Solulages, (avec Andrea Bellantone), Hermann Éditeurs, Paris 2022

### Saggi e articoli
- "Arte e Accademia", in Agalma, no. 9, marzo 2005: 24-30.

## Discografia
- New Rhapsody in blue, Caligola Records 2002;
- For miles and miles, Caligola Records 2003;
- Spritz, Caligola Records 2004;
- Cose dell'altro mondo. Bi Sol Mi Fa Re, Caligola Records 2006;
- Ahmbè, Caligola Records 2008;
- Big Bum, Caligola Records 2009;
- Il santo che vola. San Giuseppe da Copertino come un aerostato nelle mani di Dio, Caligola Records 2016;
- Iperboliche distanze. Le parole di Andrea Emo, con Claudio Fasoli, Enrico Rava, David Riondino e altri. Caligola Records 2019;
- Magister Puck, Caligola Reecords 2021
- Frammentità. La poesia di Carlo Invernizzi, Caligola Records 2022